# Siena
Siena là một đô thị thủ phủ của tỉnh Siena ở vùng Toscano, Ý.
Đô thị này có diện tích 118 km², dân số là 54.526 người (thời điểm 30 tháng 9 năm 2010).
Trung tâm lịch sử của Siena đã được UNESCO đưa vào danh sách di sản thế giới. Thành phố này là một trong các điểm đến du lịch được thăm nhiều nhất của Ý, với hơn 163.000 lượt khách quốc tế đến vào năm 2008. Siena nổi tiếng với ẩm thực và nghệ thuật, các viện bảo tàng, cảnh quan trung cổ và Palio, một cuộc đua ngựa hai lần một năm.